# Arrancad las semillas, fusilad a los niños
Arrancad las semillas, fusilad a los niños es una novela del autor japonés Kenzaburō Ōe publicada en Japón en 1958 por Kodansha International. Es la primera novela de Ōe, escrita cuando tenía 23 años. 
Publicada en España en 1999 por Anagrama y en 2004 por Ediciones Folio.

## Trama
La novela relata las experiencias de 15 adolescentes japoneses procedentes de un reformatorio durante la Segunda Guerra Mundial, los muchachos (incluyendo al narrador anónimo y su hermano) son evacuados hacia una remota aldea en las montañas (cuya descripción recuerda a la región de Shikoku en la que Ōe pasó su infancia) para vivir y trabajar. A su llegada los adolescentes encuentran la aldea afectada por la peste, con montones de cadáveres animales en estado de putrefacción contaminando la atmósfera. Poco después de la llegada de los jóvenes, los aldeanos huyen de la peste a un pueblo vecino, bloqueando la aldea para evitar la huida de los muchachos, dejándolos abandonados a su suerte.
Al grupo se unen un joven coreano llamado I, un desertor del ejército japonés y una niña que fue abandonada en un granero, tras la muerte de su madre. Los muchachos tratan de sacar el máximo provecho a su situación; I les enseña a cazar aves, lo que resulta en alegre festival de la caza, y el narrador encuentra el amor con la niña. No obstante su situación cambia en pocos días, la niña muere debido a la peste, el hermano del narrador huye hacia el bosque (y presumiblemente muere), y finalmente los aldeanos regresan hallándose furiosos al ver el estado de la aldea, sin embargo temerosos de las represalias en caso de que la verdad acerca del abandono de los muchachos pudiese llegar a saberse por los encargados, los aldeanos asesinan al desertor y coaccionan a los jóvenes y les ofrecen alimento. Todos los muchachos acceden paulatinamente, con excepción del narrador. Al final de la novela, él lleno de rabia es perseguido en la oscuridad del bosque por los aldeanos.
- Datos: Q5227743